# Gianluigi Jessi
Gianluigi Jessi, né le 7 juillet 1945, à Bergame, en Italie, est un ancien joueur et entraîneur italien de basket-ball. Il est également pilote de rallye automobile.

## Palmarès
- Finaliste des Jeux méditerranéens de 1967